# Женщина и птица
«Женщина и птица» (кат. Dona i Ocell) — двадцатидвухметровая статуя авторства Жоана Миро, изготовленная в 1983 году и расположенная в парке Жоана Миро в Барселоне. Жоан Гарди Артигас, соавтор Миро, покрыл статую мозаикой.

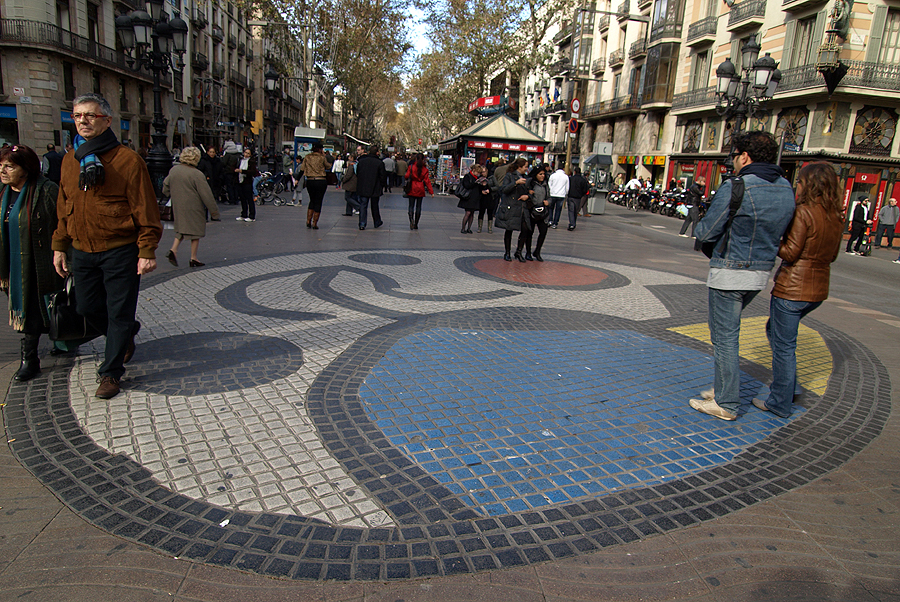
Мозаика Миро на барселонской Рамбле

Бетонная скульптура была официально открыта в 1982 или 1983 году (согласно разным источникам) и стала одной из последних работ Миро в соавторстве с Артигасом. Артигас был ответственен за добавление красной, зелёной, жёлтой и голубой плитки; ранее он делал то же с фреской на Стене Миро в Людвигсхафене-на-Рейне. Это была последняя из порученных Миро трёх работ, которые должны были приветствовать гостей Барселоны, прибывавших по морю, воздуху или, как в данном случае, по суше.
Миро не смог присутствовать на открытии, так как был слишком болен, и умер менее чем через год.

## Описание
В работе использована повторяющаяся в работах Миро тема — женщина и птицы. В каталанском языке слово «птица» представляет собой образный термин для обозначения пениса. Это нашло отражение в фаллической форме основы, в голове которой есть отверстие. Скульптура оформлена в основных цветах; в теле скульптуры расположен раскол, выложенный черноватой плиткой и символизирующий вульву. Идея совмещения в скульптуре вульвы на стволе пениса не нова: примеры подобных статуй были найдены в римской скульптуре II—III века.

## Парк

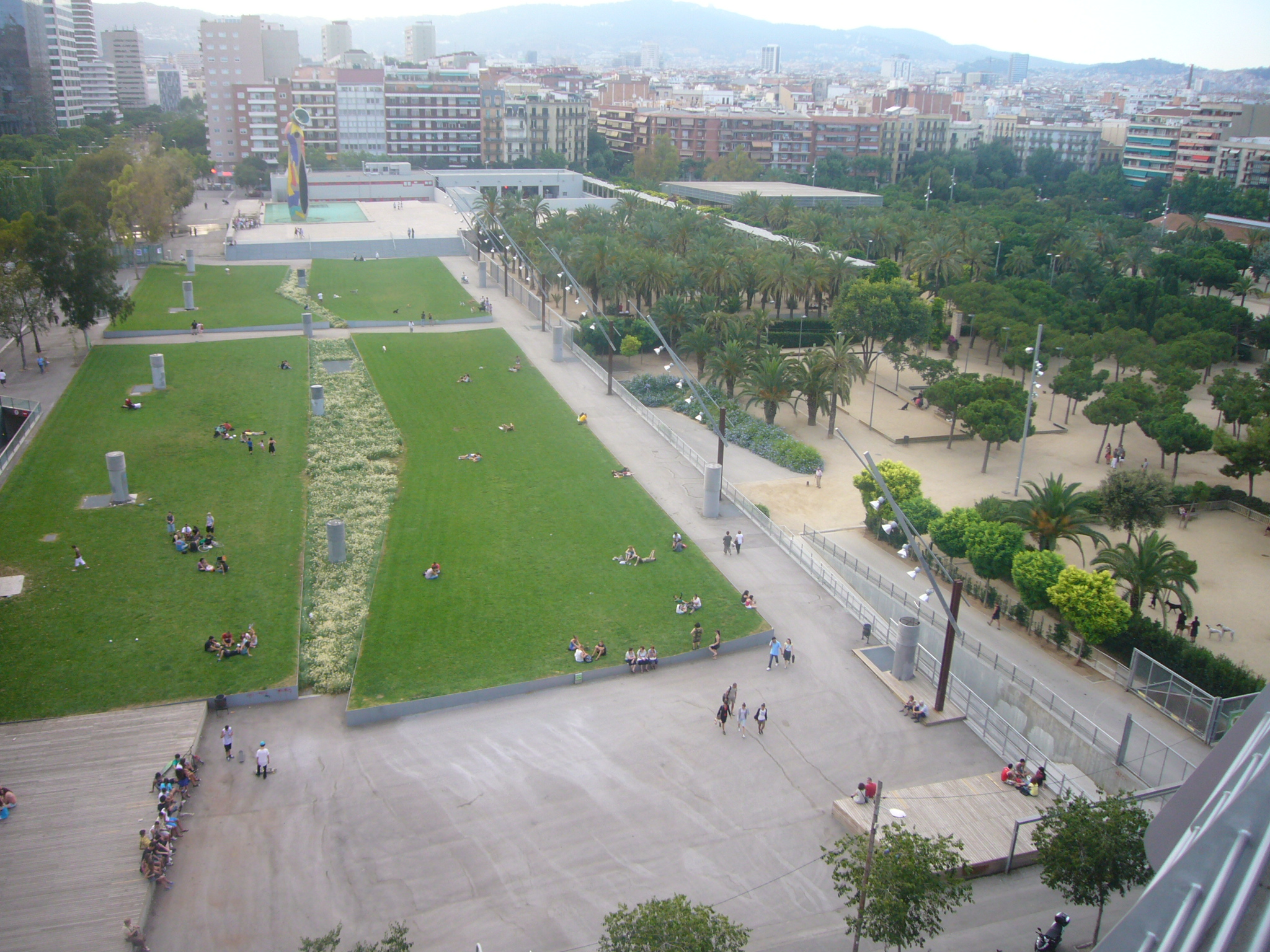
Парк

Парк, в котором установлена скульптура, расположен возле площади Испании и является популярным местом отдыха.
Он разделён на две части: в нижней растут цветы, эвкалипты, сосны и пальмы; выше расположен искусственный водоём, у одного из углов которых находится скульптура.